# 네덜란드병
네덜란드병(Dutch Disease)은 경제학 용어 중 하나로서 주로 자원 부국이 자원의 수출로 인해 일시적으로 경제 호황을 누리지만 결국 물가와 통화 가치상승으로 인해 국내 제조업이 쇠퇴해 결국 경제 침체를 겪는 현상을 의미한다.

## 유래
1959년 네덜란드는 북해 유전의 발견으로 인한 석유 수출로 일시적인 경제 호황을 누리게 된다. 그러나 통화가치의 상승 및 물가 급등으로 인해 국내의 제조업 기반이 무너지면서 결국 1960~1970년대에 극심한 경제 침체를 겪게 된다.

## 사례
최근 중국과 중남미 국가들 간 교역에서 중남미 국가들의 원자재의 수출 비중은 점차 늘어나는 반면 제조업의 비중은 점점 줄어들고 이에 따라 통화가치도 오르고 있어 네덜란드병에 대한 우려가 나타나고 있다.

## 같이 보기
- 무역수지
- 자원의 저주